# 古城乡 (金塔县)
古城乡，是中华人民共和国甘肃省酒泉市金塔县下辖的一个乡镇级行政单位。

## 行政区划
古城乡下辖以下地区：
头号村、移庆村、四分村、上东沟村、旧寺墩村、古城村、新光村和新丰村。